# 大須賀海岸

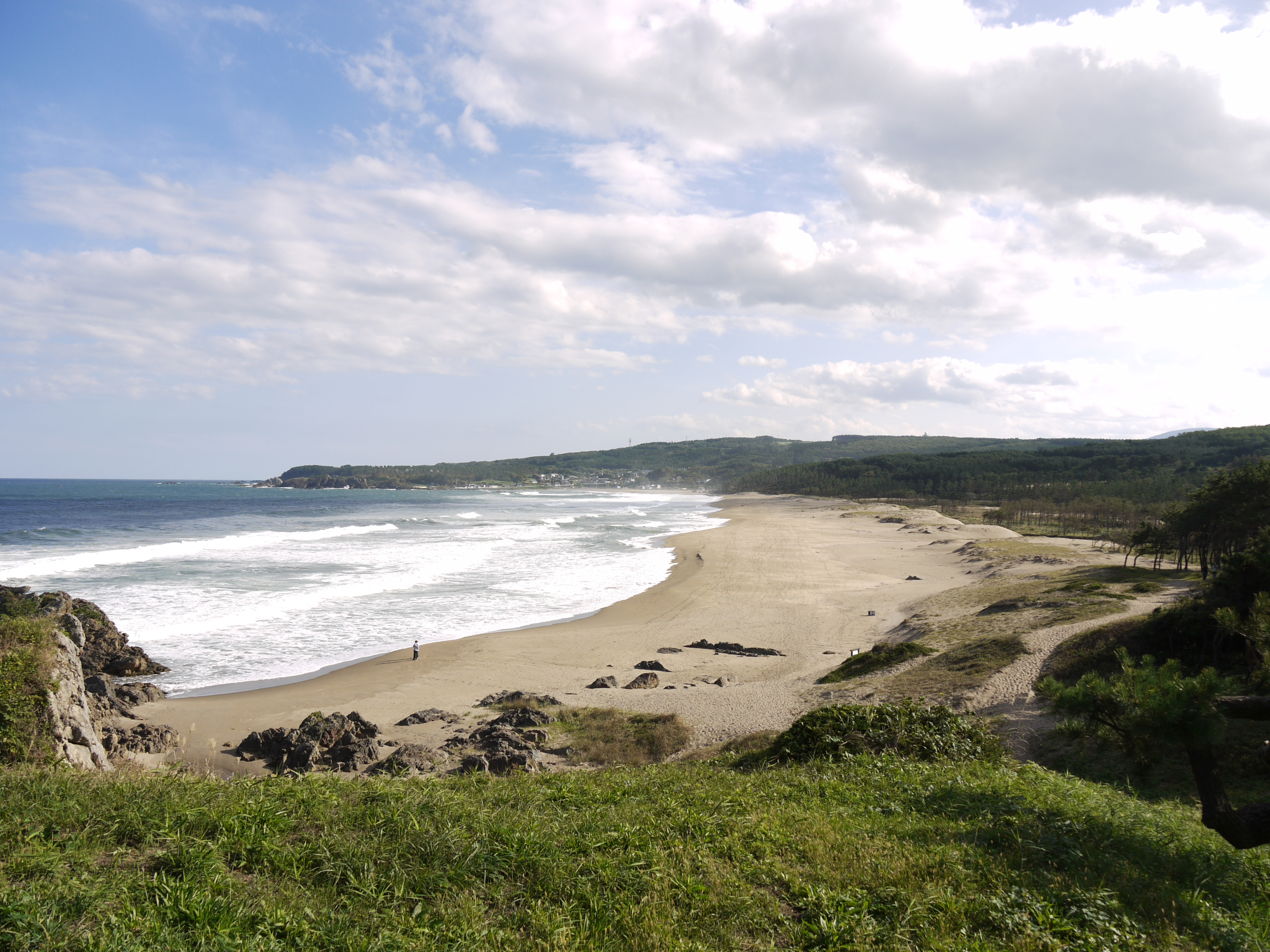
大須賀海岸（2012年10月）

大須賀海岸（おおすかかいがん）は青森県八戸市にある海岸。三陸復興国立公園（種差海岸階上岳地域、鮫角〜白浜地区）に位置する。

## 概要
石英質の成分が多い砂浜で鳴き砂で知られており、1994年（平成6年）に日本の渚百選に選ばれている。ただし、離岸流などの問題もあり、遊泳は禁止されている。
長さは2.3km。端から端まで歩いて横断できる砂浜としては東北地方で最大級とされる。夏季には遊歩道で散策を楽しめる。
大映映画『幻の馬』でロケ地として選ばれた。

## アクセス
- 八戸線陸奥白浜駅下車、徒歩20分。
- 鮫駅からワンコインバス・うみねこ号（季節運行）：大須賀海岸バス停[3]下車。

## 周辺
- 白浜海岸
- 種差海岸